# Пеньо Джамбазов
Пеньо Борисов Джамбазов е български офицер, майор и кмет на Ловеч (1934 – 1936).

## Биография
Пеньо Джамбазов е роден на 28 февруари 1893 г. в град Ловеч. Завършва Военното училище в София (1910).
През Балканската война (1912 – 1913) е командир на 16-а рота на Тридесет и четвърти пехотен троянски полк. При атаката на Чаталджа е тежко ранен. През Първата световна война е ротен командир в Двадесети пехотен добруджански полк и Седемнадесети пехотен доростолски полк и 4-ти Граничен сектор. Награден е с Орден „За храброст“ IV ст. (1917) и Орден „За военна заслуга“ V ст. (1919).
След края на войната е ротен командир в Двадесети пехотен добруджански полк (1919 – 1921). Уволнява се от армията с военно звание капитан.
Занимава се със земеделие. Участва в работата на Популярната банка от 1921 г., Електрическата кооперация „Светлина“ и Работническата кооперация „Напред“ от 1933 г., Дружеството „Инвалид“ от 1935 г.
Секретар на Община Ловеч (1930 – 1934), 1936 – 1942). След преврата от 19 май 1934 г. е назначен е от Министъра на вътрешните работи за кмет на Ловеч. На поста е до 8 февруари 1936 г. Пенсионира се през 1942 г.
От март до септември 1944 г. с военно звание майор е дружинен командир в 2/4 Армейска работна дружина.

## Военни звания
- Подпоручик (2 август 1912)
- Поручик (2 август 1915)
- Капитан (18 септември 1917)
- Майор